# Shabir Noori
Shabir Noori (born ngày 23 tháng 2 năm 1992) là 1 vận động viên cricket người Afghanistan. Noori là 1 right-handed batsman và right-arm off break bowler.
Noori chơi cho Afghanistan U-19 cricket team in 2007, trận đầu tiên là với Malaysia ở giải ACC Under-19 Elite Cup.
Tháng 11 năm 2009, Noori là thành viên chủ chốt của đội Afghanistan vô địch 2009 ACC Twenty20 Cup. Trong giải này anh thi đấu trận đấu Twenty20 không chính thức đầu tiên với Singapore..
Tháng 1 năm 2010, Noori chơi trận first-class đầu tiên ở giải Intercontinental Cup đối đầu với Ireland, Noori ghi được first-class half century đầu tiên với 85 runs trong first innings. Noori ghi được 21 runs trong second innings, và Afghanistan thắng trận đấu by seven wickets.
Sau đó, anh thi đấu giải Intercontinental Cup với Canada. Trong first innings anh ghi được 60 runs.
Sau trận này, Noori đấu trận One Day International đầu tiên với Canada ở sân Sharjah Cricket Association Stadium. Noori chỉ ghi được  9 runs from number six. He was later named in Afghanistan's squad for the 2010 ICC World Twenty20.

## Liên kết khác
- Shabir Noori trên Cricinfo
- Shabir Noori trên CricketArchive